# Carnaval de Juliaca
El Carnaval de Juliaca es una fiesta folclórica popular en honor a la Pachamama.  Se desarrolla en la ciudad de Juliaca con una duración continua de 7 días, lo que supone una de las festividades carnavalescas más prolongadas del Perú, además de ser la máxima expresión del folclore de Juliaca.
El 20 de enero de cada año, la ciudad celebra el carnaval chico en la Q'ashua de San Sebastián, actividad que se desarrolla en el cerro Huaynaroque y en el Cerro Santa Cruz, luego de esta festividad el carnaval se reinicia una semana antes del miércoles de ceniza. Son 4 las costumbres más destacadas del carnaval juliaqueño:
- El ingreso del Ño carnavalón.
- El domingo de Carnaval
- La ch'alla o taripacuy
- La quema del Ño carnavalón

## Costumbres del carnaval en Juliaca
El carnaval de Juliaca mezcla la tradición andina y sus rituales con la religiosidad católica. Una de las costumbres más representativas del carnaval de Juliaca es el taripacuy, que generalmente va acompañada de la challa. Esta actividad consiste en adornar las casas y negocios con serpentinas, mixturas, flores y globos, y la entrada y quema del Ño carnavalón. Luego del taripacuy en las casas, los alferados se dirigen hacia la catedral para jugar carnavales en señal de alegría.

## Concursos de carnaval en Juliaca
El carnaval juliaqueño se divide en 6 concursos reconocidos por la Federación de arte y cultura de la provincia de San Román (FEDAC), aunque existen otros concursos paralelos que no son reconocidos por esta. Los concursos reconocidos por la FEDAC son Pinkillo de Oro, Varilla de Oro, Sombrero de Oro, Tokoro de Oro, Señor de las Amarguras y la Parada Folkórica.

### Pinkillo de oro
Este es un concurso organizado por la Asociación folclórica Chiñipilcos; el concurso se realiza en la explanada de la urbanización La Rinconada en el casco urbano de la ciudad de Juliaca. En este concurso participan danzas autóctonas de la región, como los sicuris, kashuas, entre otros.
Con este concurso se da inicio a las actividades por los carnavales de Juliaca. Desde 2020, este mismo día, la Municipalidad Distrital de San Miguel a implementado el concurso Chalina de Oro, con la participación de urbanizaciones, comunidades, programas de comedores y vaso de leche, asociaciones de jóvenes y conjuntos venidos de otras provincias, en trajes autóctonos, mestizos y trajes de luces.

### Varilla de oro
Concurso organizado por los comerciantes del mercado Manco Cápac; este evento se desarrolla en la explana del mercado, es la segunda actividad oficial del concurso organizado por la FEDAC (Federación de Arte y Cultura) de la provincia de San Román - Juliaca. En este concurso participan los conjuntos clasificados en categoría de traje de luces, autóctonos y mestizos.

### Sombrero de oro
Tercera actividad oficial que es organizado, desde 1976, por los comerciantes del Barrio Tupac Amaru un día viernes de la semana de carnaval de cada año, concurso único que de antaño y de forma tradicional se realiza en la octava cuadra de la calle moquegua frente al Mercado Internacional Tupac Amaru. La Federación de arte y cultura de Juliaca de forma paralela hasta antes del 2010 y el mismo día, organizaba el concurso "Cristo Blanco" en el estadio del cuartel GAC-4, pero desde 2010 en adelante se realiza en la explanada del barrio "24 de octubre".

### Señor de Huaynaroque o Tokoro de oro
Se realiza el sábado siguiente al miércoles de ceniza. Este concurso se realiza desde 1978 en la explanada formada entre los cerros Huaynarroque y Santa Cruz. Participan varias agrupaciones con las danzas de  tinkus, kullaguada, la diablada puneña, huayno y entre otras, disputándose los premios Tokoro de oro, plata y bronce para el primer, segundo y tercer puesto respectivamente. Este concurso es organizado por la Agrupación Folclórica "Machuaychas" de Tokoros y Pinkillos, institución tradicional de la ciudad.

### Señor de la Amargura
El domingo de amarguras, el carnaval Juliaqueño se traslada al distrito de Caracoto, a 8 km al sur de la ciudad, allí el concurso es organizado por la Municipalidad Distrital del lugar y constituye una de las festividades más importantes del distrito en todo el año, los danzantes de todas las agrupaciones participantes del Carnaval, danzan por las principales calles terminando en el Concurso Señor de la Amargura que se desarrolla en una explanada natural a las afueras del distrito. Desde 2018, este concurso se realiza solo con la participación de las comunidades campesinas del distrito y algunos conjuntos invitados de la provincia de San Román. Durante el 2018, el comité pro creación del distrito de San Miguel, realizó un concurso de danzas el mismo día, causando divisionismo entre los visitantes, pobladores y danzarines.

### Parada Folclórica
Finalmente, el día lunes siguiente al miércoles de ceniza, se realiza la Gran Parada Folclórica, en la que las agrupaciones danzan por las principales calles y avenidas de la ciudad acompañados por un numeroso público que se da cita para expectar la finalización del Carnaval Juliaqueño, el recorrido es programado con anterioridad por los organizadores y se prevén aspectos de seguridad tanto para danzantes como para el público que se da cita a esta última presentación oficial del Carnaval. Hoy en día esta parada se realiza por la periferie de la ciudad, Av. Mártires del 4 de noviembre o caso contrario Av. Circumvalación, desde la Av. Tacna, hasta el óvalo Pedro Vilcapaza.